# Briana Provancha
Briana Provancha (San Diego, 24 aprile 1989) è una velista statunitense, che ha rappresentato gli Stati Uniti ai Giochi olimpici di Rio de Janeiro 2016 nella classe 470.